# Grastyán Endre
Grastyán Endre (Őriszentpéter, 1924. február 25. – Pécs, 1988. június 17.) magyar orvos, idegfiziológus, egyetemi tanár, a Magyar Tudományos Akadémia levelező tagja.
A hippocampus működésével foglalkozó kutatásai úttörő jelentőségűek.

## Életpályája
A középiskolát Sopronban végezte el. Felsőfokú tanulmányait a pápai református teológián kezdte, de valójában az orvosi pálya vonzotta, orvostanhallgató lett a Pécsi Orvostudományi Egyetemen. Környey István, Szentágothai János és Lissák Kálmán tanítványa volt. Kutatói munkát Lissák Kálmán Élettani Intézetében folytatott.
Az 1950-es években az elektrofiziológiai és magatartás-kutatási módszerek kidolgozásában és elterjesztésében jelentős eredményeket ért el. 1959-ben a Macy-alapítvány szimpóziumán, New Yorkban A hippocampus és a magasabb idegtevékenység címen tartott előadást. Még ugyanebben az évben meghívták dolgozni az UCLA agykutató intézetbe, Los Angelesbe.
A kandidátusi (1973), majd a nagydoktori fokozat (1976) elnyerése után 1978-tól a POTE Élettani Intézetet vezette haláláig, ugyanezen időponttól kezdve az intézetben működő MTA Idegélettani Kutatócsoport munkáját is ő irányította. Kutatói tevékenysége során mindvégig foglalkoztatta a játék élettani és pszichológiai háttere, ebben a témában tartotta meg akadémiai székfoglaló előadását 1985-ben.
Tanítványai közül egyik legsikeresebb Buzsáki György, aki az Egyesült Államokban dolgozik, és két másik agykutatóval (Somogyi Péter és Freund Tamás) együtt megkapta a 2011-es "Brain prize"-t, melyet az agykutatás Nobel-díjának neveznek.

## Emlékezete

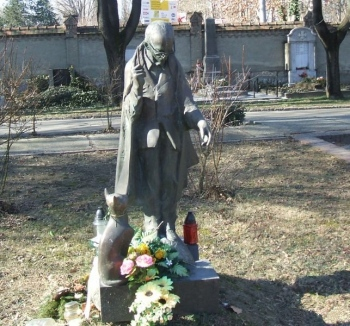
Grastyán Endre síremléke Pécsett

- Tudományos és tudományszervezői munkásságának emlékére 1991-ben Baranya megye székhelyén, Pécsett létrehozta a megye és a város a Grastyán Endre Alapítványt. Minden évben egy köztiszteletben álló tudós nyeri el a Grastyán-díjat.
- 1995-ben Pécsett szobrot avattak tiszteletére. A szobor alkotója Rétfalvi Sándor.
- A SZTE Pszichológiai Intézetben EEG Laboratóriumot neveztek el róla 2008-ban.

## Főbb művei
- Facilitation and inhibition of conditioned alimentary and defensive reflexes by stimulation of the hypothalamus and reticular formation. Lissák Ferenccel. Budapest : Akadémiai Kiadó, 1956. p. 133-157., (Klny.: Acta Physiologica Academiae Scientiarum Hungaricae)
- Experimentelle Beiträge zur Pathogenese der commotio cerebri mit besonderer Berücksichtigung der Kreislaufstörungen des Gehirns. Mérei Ferenc Tiborral, Hasznos Tivadarral.Budapest : Akadémiai Kiadó, 1957. 128 p. (Tárgyszó: commotio cerebri).
- Agygytörzsi és archicorticalis mechanizmusok jelentősége a feltételes reflexben : Kandidátusi értekezés tételei / [kiad. a Tudományos Minősítő Bizottság]. Budapest : Szerző, 1958. 4 p.
- Halló- és látókérgi kiváltott potenciálok változásai időleges kapcsolat kiépülésekor. Bauer Miklóssal. Budapest : Akadémiai Kiadó, 1961. pp. 141–147. (Klny. a Magyar Tudományos Akadémia Biológiai és Orvosi Tudományok Osztályának Közleményeiből)
- Orientáció és megerősítés : Kandidátusi értekezés ; MTA TMB, 1973. 1-2. köt. 471; 472-838. p. (Kézirat 847 jegyzettel; Semmelweis Egyetem Központi Könyvtár).
- Orientáció és megerősítés. Akadémiai nagydoktori értekezés. Kéziratban. 1976.
- A játék neurobiológiája : Akadémiai székfoglaló : 1983. április 19. Budapest : Akad. Kiadó, 1985. 66 p. (Értekezések, emlékezések, 0236-6258) ISBN 963-05-4039-8
- Agresszió az élővilágban. Társszerzőkkel, szerk. Csányi Vilmos. Budapest : Natura, 1986.195 p. ISBN 963-233-123-0

## Szerkesztés
- Sensory functions / editors Endre Grastyán, Peter Molnár ; [by D. Albe-Fessard et al.] 1981. XI, 488 p. ISBN 963-05-2742-1

## Tudományos tisztség
- Az MTA Idegélettani Tanszéki Kutatócsoport vezetője 1978-tól a POTE Élettani Intézetében
- Az MTA levelező tagja (1982)[1]

## Társasági tagság
- A TIT Pécs-Baranyai Szervezete alapító tagja[1]

## Díjak
- Akadémiai jutalom (1963)[1]
- Academia Leopoldina külföldi tagja (1964)
- Schäffer-díj (1975)[1]
- Ranschburg-emlékérem (1978)
- Állami Díj (1988)[1] – A tanulás, a motiváció és az emóciók limbicus-agyi mechanizmusainak magatartási és elektro-fiziológiai módszerekkel végzett vizsgálataival elért eredményeiért, nemzetközileg is elismert, kiváló munkásságáért.